# Клаус Шиллінг
Клаус Карл Шиллінг (нім. Claus Karl Schilling; 1871–1946) — німецький лікар, воєнний злочинець, проводив медичні експерименти над в'язнями в концентраційному таборі в Дахау.
Він був доктором медицини, спеціалістом у галузі малярії . Під час Другої світової війни проводив криміналістичні медичні експерименти над в'язнями Дахау, які зосереджувались на тестуванні стійкості до малярії. В'язнів штучно заражували малярією, і випробовували на них різні препарати, включаючи наркотики. У цих експериментах взяли участь більше 1000 в'язнів, з яких приблизно 400 загинули, а багато інших були поранені.
Після війни 13 грудня 1945 року за проведення згаданих експериментів його засудили до смертної кари через повішення. Вирок було виконано в Ландсберзькій в'язниці наприкінці травня 1946 року.